# 이명훈 (배우)
이명훈(1989년 2월 2일 ~ )은 대한민국의 배우이다.

## 학력
- 인덕대학 방송연예과 (휴학)

## 연기 활동

### 드라마
| 연도 | 방송사   | 제목                    | 역할                    | 비고     |
| ---- | -------- | ----------------------- | ----------------------- | -------- |
| 2014 | SBS      | 나만의 당신             | 고은산                  |          |
| 2015 | KBS2     | 그래도 푸르른 날에      | 유상민                  |          |
| 2016 | tvN      | 혼술남녀                | 부산황정고 동창생 (3반) | 특별출연 |
| 2017 | MBC      | 역적 : 백성을 훔친 도적 | 업산                    |          |
| 2017 | tvN      | 써클: 이어진 두 세계    | 고과장                  | 특별출연 |
| 2017 | 웹드라마 | 완전무결, 그놈          | 완전                    |          |
| 2017 | KBS2     | 최강 배달꾼             | 박상도 실장             |          |
| 2017 | tvN      | 변혁의 사랑             | 변혁의 친구             | 특별출연 |
| 2018 | SBS      | 미스 마: 복수의 여신    | 허주영                  |          |
| 2023 | MBN      | 완벽한 결혼의 정석      | 변재호                  |          |

### M/V
- 2013년 박명수 - You`re My Girl
- 2015년 스테파니 - Prisoner

## 방송
- MBC 《섹션TV 연예통신》
- MBC 《코미디에 빠지다》
- MBC 《블라인드 테스트쇼 180도》
- 2014년 XTM, 온스타일 《접속 2014》
- 2016년 tvN 《SNL 코리아 시즌8》 - 정식 크루
- 2016년 tvN 《예능인력소》
- 2016년 네이버 TV 《언니네핫초이스》
- 2022년 SBS F!L 《외식하는 날 버스킹》

## CF
- 배달통 (2017년)